# Guillermo Sanguinetti
Guillermo Óscar Sanguinetti Giordano (Montevidéu, 21 de junho de 1966) é um ex-futebolista uruguaio que atuava como defensor.

## Carreira
Guillermo Sanguinetti integrou a Seleção Uruguaia de Futebol na Copa América da 1991 e 1993.

## Treinador
Teve a primeira oportunidade no Gimnasia La Plata, em 2007.